# Fenny Compton
Fenny Compton är en ort och civil parish  i Storbritannien.   Den ligger i grevskapet Warwickshire och riksdelen England, i den södra delen av landet. Fenny Compton ligger 117 meter över havet och antalet invånare är 797.
Terrängen runt Fenny Compton är platt. Trakten runt Fenny Compton består till största delen av jordbruksmark.